# Iso-Heikkilä
Iso-Heikkilä est un quartier de Turku en Finlande.

## Description
Iso-Heikkilä est limité au nord par la voie ferrée d'Uusikaupunki et au Sud par les rues Tukholmankatu et Pansiontie.
Avant son intégration à Turku, Iso-Heikkilä était une partie de l'ancien village de Maaria (fi).

## Galerie

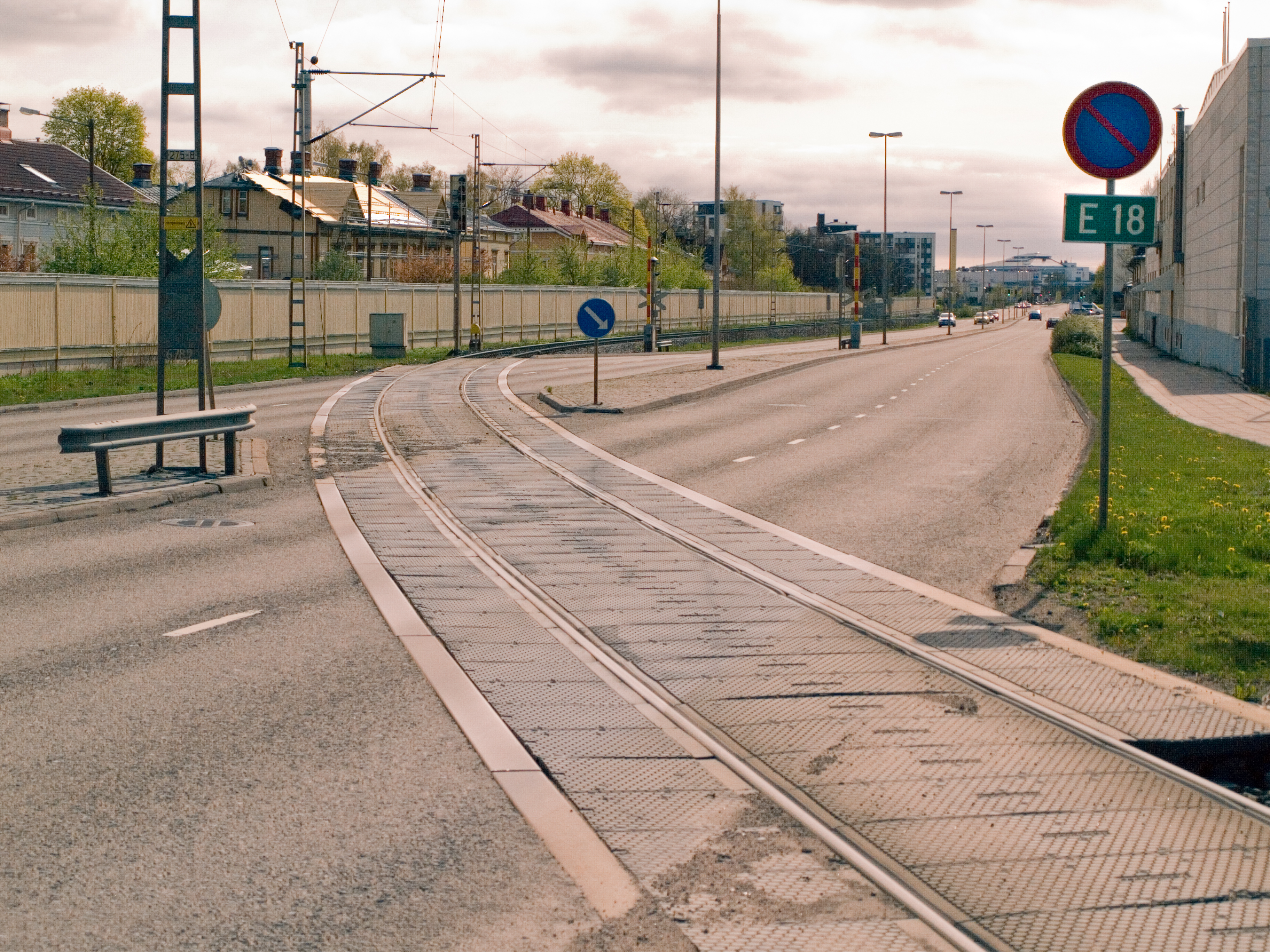
Rue Pansiontie.
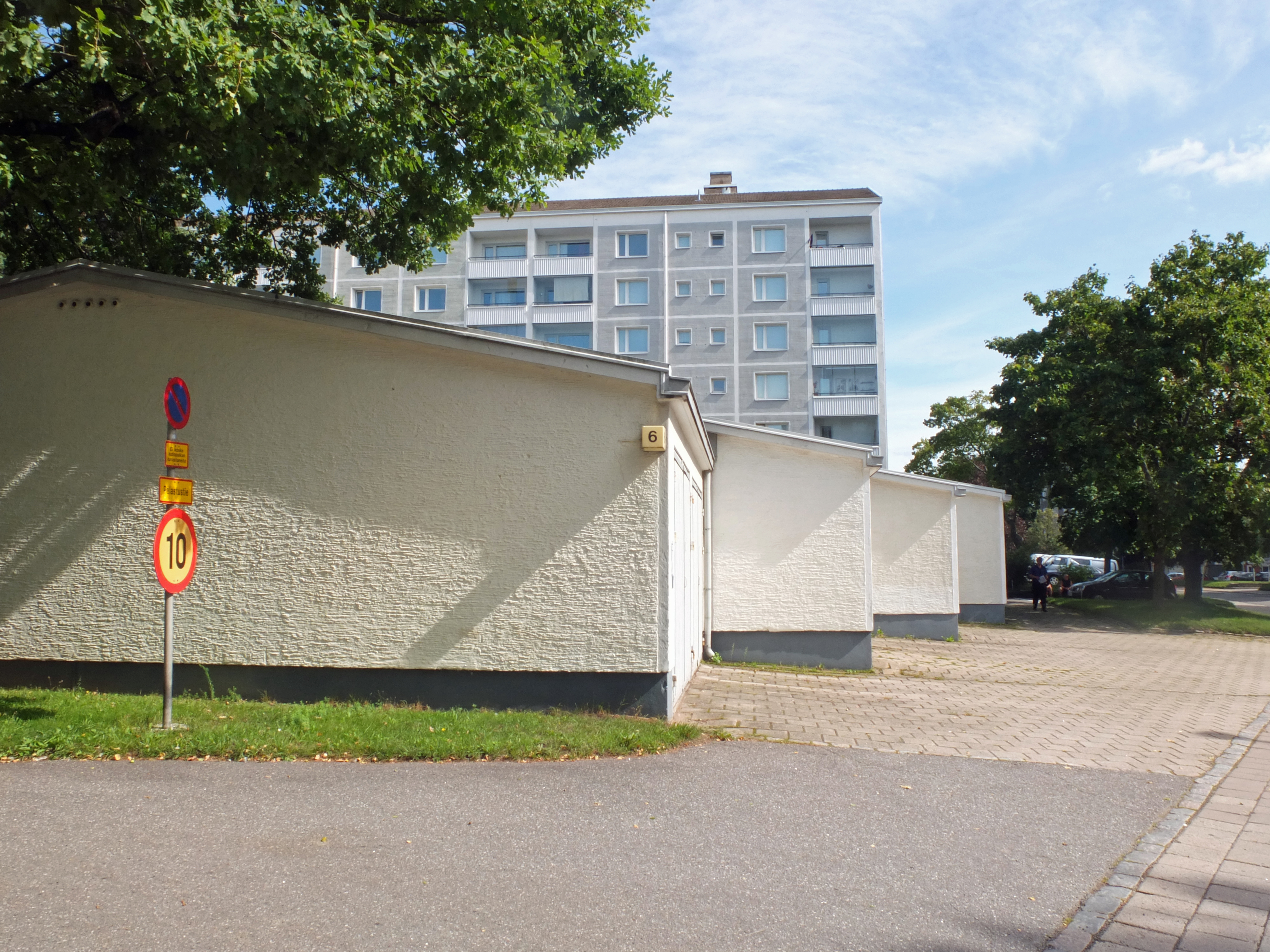
Rue Kanslerintie.